# Eun-Hwa Cho
Eun-Hwa Cho (* 1973 in Pusan, Südkorea) ist eine in Deutschland lebende südkoreanische Musikerin, Komponistin und Hochschullehrerin.

## Leben
Eun-Hwa Cho wuchs in Südkorea auf und begann nach ihrem Schulabschluss ein Studium an der Seoul National University. Nach dessen erfolgreicher Absolvierung führte sie ihr Studium in Berlin in den Fachrichtungen Komposition und Musiktheorie, unter anderem bei Hanspeter Kyburz sowie bei Jörg Mainka fort. Sie lebt seit dem hauptsächlich in Deutschland und hat ihren Wohnsitz in Berlin.
Bei vielen Konzerten, Festivals und anderen Veranstaltungen kamen Eun-Hwa Cho eigene Kompositionen zum Einsatz, wie zum Beispiel beim Arcana Festival, Ultraschall Festival, Festivals Music Today 21, Musical Olympus und bei den Internationalen Ferienkursen für Neue Musik Darmstadt. Einige bekannte Orchester und Ensembles führten ihre Kompositionen auf, so unter anderem das ensemble recherche, Ensemble intercontemporain, Ensemble Modern, Tokyo Sinfonietta, Orchestre national de Belgique, KBS Symphony Orchestra und das Arditti Quartet. Für ihre Werke wurde sie 2008 mit dem Busoni Kompositionspreis und 2009 in Belgien mit den 1. Preis im Internationalen Königin Elisabeth Kompositionswettbewerb ausgezeichnet.
In den Jahren 2014 und 2015 wirkte Eun-Hwa Cho an der südkoreanischen Keimyung Universität von Daegu als Assistant Professor. 2015 wirkte sie als Gastprofessorin wieder in Deutschland an der Hochschule für Musik Hanns Eisler in Berlin. Eun-Hwa Cho erhielt für das Sommersemester 2017 an der Hochschule eine Berufung als Professorin für Komposition.